# Ehingen
Ehingen (Donau) (phát âm tiếng Đức: [ˈeːhɪŋən]; Swabian: Eegne) là một đô thị thuộc huyện Alb-Donau, bang Baden-Württemberg, Đức. Đô thị nằm ở tả ngạn bên sông Danube, cách khoảng 25 kilômét (16 dặm) về phía tây nam Ulm và 67 km (42 mi) đông nam Stuttgart. Đô thị này có diện tích 178,33 km², dân số thời điểm 31 tháng 12 năm 2020 là 26.398 người.